# Iglesia de San Juan (Lérida)
La iglesia de San Juan es un monumento del municipio de Lérida (España), protegido como Bien Cultural de Interés Local. Está situada en la plaza de San Juan.

## Descripción
Es una iglesia de planta basilical formada por una nave central y dos laterales de menor altura, con un crucero cerrado por un lado. Su fachada es neogótica a base de aperturas ojivales, un rosetón central y una cornisa que remata todo el edificio. La puerta es una copia de estilo románico ilerdense. Dispone de muros de carga, vueltas de crucería y de una cubierta con caballos.

## Historia
En 1168 la pequeña mezquita de la plaza, consagrada unos años antes como iglesia, era la cabeza de la principal parroquia de Lérida. El edificio sufrió transformaciones a lo largo de 1372. Durante el Renacimiento había un cuadro de Alberto Durero. En el siglo XVII había dos retablos del plateresco barroco. En 1601 se fabricó el coro sobre la puerta principal de la iglesia. Tras la Revolución de 1868 se derribó la iglesia. Entre 1885 y 1900 se construyó el nuevo templo de inspiración gótica y en 1930 se incendió. En julio de 1936 volvió a ser incendiada tomando la tarea de la rehabilitación el Servicio Nacional de Regiones Devastadas y Reparaciones hasta que abrió nuevamente las puertas al culto en 1944. En 2002 fue nuevamente rehabilitada.